# Энтри-Риус (Санта-Катарина)
Энтри-Риус (порт. Entre Rios)  —  муниципалитет в Бразилии, входит в штат Санта-Катарина. Составная часть мезорегиона Запад штата Санта-Катарина. Входит в экономико-статистический  микрорегион Шаншере. Население составляет 2804 человека на 2006 год. Занимает площадь 105,167 км². Плотность населения — 26,7 чел./км².

## История
Город основан 19 июля 1995 года.

## Статистика
- Валовой внутренний продукт на 2004 составляет 14.981.072,00 реалов (данные: Бразильский институт географии и статистики).
- Валовой внутренний продукт на душу населения на 2004 составляет 5.312,44 реалов (данные: Бразильский институт географии и статистики).
- Индекс развития человеческого потенциала на 2000 составляет 0,694 (данные: Программа развития ООН).

## География
Климат местности: субтропический. В соответствии с классификацией Кёппена, климат относится к категории Cfb.